# چوگان (نهبندان)
رضوان روستایی در دهستان عربخانه بخش شوسف شهرستان نهبندان استان خراسان جنوبی ایران است.

## جمعیت
بر پایه سرشماری عمومی نفوس و مسکن در سال ۱۳۹۵ جمعیت این روستا 0 نفر (0خانوار) بوده‌است.
این روستا درحال حاضر خالی از سکنه میباشد.